# Nesibe Aydın GSK
Il Nesibe Aydın Gençlik ve Spor Kulübü è una squadra di pallacanestro femminile con sede ad Ankara, in Turchia.
Fondata nel 2010, partecipa alla Kadınlar Basketbol Süper Ligi.